# 레이디킬러 (1955년 영화)
《레이디킬러》(영어: The Ladykillers)는 1955년 개봉한 영국의 블랙 코미디 범죄 영화이다. 일링 스튜디오에서 제작을 맡고 알렉산더 매켄드릭이 감독했으며, 앨릭 기네스 등이 출연하였다.
윌리엄 로즈가 쓴 이 영화의 각본은 제29회 아카데미상 각본상 후보에 올랐으며, 제9회 영국 아카데미 영화상에서 여우 주연상(케이티 존슨)과 각본상(로즈)을 수상하였다.
매켄드릭은 이 영화를 찍은 후 미국으로 건너가 《성공의 달콤한 향기》(1957)를 감독하였다.

## 출연진
- 앨릭 기네스 - 마커스 교수 역
- 세실 파커 - 클로드 코트니 소령 역
- 허버트 롬 - 루이스 하비 역
- 피터 셀러스 - 해리 로빈슨 역
- 대니 그린 - “원라운드” 로슨 역
- 잭 워너 - 경정 역
- 케이티 존슨 - 루이자 윌버포스 부인 역
- 필립 스테인턴 - 경사 역
- 프랭키 하워드 - 거리 행상인 역
- 해럴드 굿윈 - 수하물 담당 직원 역 (크레디트 미기재)